# 納維爾頓 (印第安納州)
納維爾頓（英語：Navilleton）是位於美國印第安納州弗洛伊德縣的一個非建制地區。